# Leopoldo Eleuteri
Leopoldo Eleuteri (Castel Ritaldi, 1894. december 17. - 1926. január 19.) olasz ászpilóta. Az olasz légierőben hadnagyként szolgált az első világháború alatt. Pályafutása során 7 igazolt, és 1 igazolatlan légi győzelmet szerzett. Eleuteri volt az egyetlen olyan pilóta, aki képes volt légi győzelmet szerezni Ansaldo A.1 Balilla típusú repülőgéppel.

## Élete

### Katonai szolgálata
1917 vége felé kerülhetett a légierőhöz, erre légi győzelmeinek idejéből lehet következtetni. Eleuteri 3 repülőszázadban is szolgált, (70a, 73a, 121a) győzelmeket azonban csak a Squadriglia 70-ben, azaz a 70. repülő osztagban szerzett. 
1918. április 17-én 3 megosztott (nemcsak neki, hanem a másik pilótának [aki részt vett az ellenség lelövésében] is felszámolták) légi győzelmet szerzett, ebből egy azonban igazolatlan. 1918. júliusában további két légi győzelmet aratott, 15-én és 19-én. Az ellenséges repülőgép típusa azonban nem ismert. Utolsó három légi győzelmét mind 1918 októberében szerezte meg. 6. légi győzelmét (1918. október 8.) a híres Ansaldo A.1 Balilla típusú repülőgéppel lőtte, ezzel a géppel rajta kívül senki sem szerzett győzelmet, ennek köszönhetően igen ismert és népszerű lett az ászpilóták körében. Szolgálatait később Katonai Vitézségi Éremmel jutalmazták.

### Légi győzelmei
| Sorszám     | Dátum             | Egység | Ellenfél       | Megjegyzés                                                              |
| ----------- | ----------------- | ------ | -------------- | ----------------------------------------------------------------------- |
| 1           | 1918. április 17. | 70ª    | Kétüléses      | Flaminio Avet-tel, Aldo Bocchese-vel, és Alessandro Resch-el megosztva. |
| 2           | 1918. április 17. | 70ª    | Felderítő      | Flaminio Avet-tel, Aldo Bocchese-vel, és Alessandro Resch-el megosztva. |
| Igazolatlan | 1918. április 17. | 70ª    | Felderítő      | Flaminio Avet-tel, Aldo Bocchese-vel, és Alessandro Resch-el megosztva. |
| 3           | 1918. július 15.  | 70ª    | Ismeretlen     | Flaminio Avet-tel, Aldo Bocchese-vel megosztva.                         |
| 4           | 1918. július 17.  | 70ª    | Ismeretlen     | -                                                                       |
| 5           | 1918. október 4.  | 70ª    | Albatros D.V   | Flaminio Avet-tel megosztva.                                            |
| 6           | 1918. október 8.  | 70ª    | Albatros D.III | Flaminio Avet-tel megosztva.                                            |
| 7           | 1918. október 28. | 70ª    | Ismeretlen     | Flaminio Avet-tel, Aldo Bocchese-vel megosztva.                         |